# Quiddelbach
Quiddelbach is een plaats in de Duitse deelstaat Rijnland-Palts, en maakt deel uit van de Landkreis Ahrweiler. Quiddelbach telt 264 inwoners.

## Geografie
Quiddelbach ligt 460 m boven zeeniveau. In de nabijheid bevindt zich de Nürburg. Quiddelbach is naast Nürburg, Breidscheid en Herschbroich een van de vier plaatsen die binnen de Nordschleife van de Nürburgring ligt.

## Bestuur
De plaats is een Ortsgemeinde en maakt deel uit van de Verbandsgemeinde Adenau.